# 霍羅扎尼夫卡
49°45′11″N 37°11′20″E / 49.75306°N 37.18889°E
霍羅扎尼夫卡（烏克蘭語：Горожанівка）是位於烏克蘭東部的村莊，由哈爾科夫州庫皮揚斯克區的舍夫琴科韦市镇負責管轄。該村距離阿爾卡季夫卡2.5公里，始建於1820年，面積0.77平方公里，海拔高度130米，2001年人口83。